# Linum pringlei
Linum pringlei är en linväxtart som beskrevs av S. Wats.. Linum pringlei ingår i släktet linsläktet, och familjen linväxter. Inga underarter finns listade i Catalogue of Life.